# Филатов, Дмитрий Владимирович (предприниматель)
Дмитрий Владимирович Филатов (род. 15 апреля 1981, Ленинград) — российский предприниматель в области интернет-технологий, основатель международного сервиса знакомств Topface. Также является основателем журнала «Вкурсе» и сервиса Socialboard.

## Биография
Дмитрий Филатов окончил факультет менеджмента СПбГУ, состоит в браке. Является поклонником техники Apple и коллекционирует айфоны. Успех Topface считает результатом общей перспективности социальных интернет-проектов и метода проб и ошибок: «Большая часть хороших идей приходят не путём гениального озарения. Это не яблоко, которое сваливается на голову. Это результат бесконечного количества тестов по отбраковке и выборке самых разнообразных предложений».
В 2010 году Филатов стал лауреатом премии «Топ-100», войдя в число лучших топ-менеджеров Санкт-Петербурга по версии журнала Деловой Петербург.
В 2012 году стал лауреатом премии журнала Собака.ru «ТОП 50. Самые знаменитые люди Петербурга» в номинации «Бизнес». Филатов был номинирован на премию за «знакомство мира с интернет-Россией». В 2014 году вошёл в «Топ-100 российских интернет-миллионеров» журнала Секрет фирмы.

## Деятельность

### Сервис знакомств Topface
В 2010-м году компания Sonetica, которой Дмитрий Филатов владеет совместно с партнёром, приобрела приложение «Лицемер», позволяющее оценивать фотографии других участников. На основе приложения был создан сайт знакомств Topface.
За первый год существования сервис собрал 37 миллионов участников в России и вышел на мировой рынок.
На сентябрь 2015 года совершено 92 миллиона регистраций.
В 2012-м году газета The Moscow Times упомянула Topface в числе наиболее перспективных отечественных интернет-проектов. Американский журнал о бизнесе и инновациях Fast Company включил созданный Дмитрием Филатовым сервис в десятку российских инновационных компаний 2013 года.

### Поддержка стартапов
В 2014-м году Филатов создал фонд Restart Capital, задачей которого был «выкуп компаний, испытывающих трудности с финансированием с целью последующей реорганизации, оптимизации бизнес-процессов, реализации профессиональных и эффективных маркетинговых стратегий».
По данным РБК объём фонда составил 100 млн рублей.
Венчурный фонд был предназначен для поддержки стартапов, связанных с социальными взаимодействиями — социальных сервисов, дейтингов, игровых мобильных приложений с монетизацией, маркетплейсов, а также проектов в сфере криптовалют.
Весной 2015 года Дмитрий Филатов от имени Topface выдвинул для дейтинговых стартапов предложение, включающее в себя трафик, финансовую поддержку разработчиков, экспертизу и инфраструктуру для ведения бизнеса. Такая форма сотрудничества была предложена командам, которые успели обзавестись протестированным продуктом в области информационных технологий, но не имеют достаточно возможностей для его реализации.